# ドッティ数

ドッティ数（英: Dottie number）とは、次の方程式を満たす唯一の実数解（x ≈ 0.739085...）のことである。
{\displaystyle \cos x=x}
この数はリンデマンの定理より超越数である。関数 f(x) = cos x − x は無限個の複素数根を持つが、うち吸引的不動点となるのはドッティ数に限る。
ラグランジュ反転公式により関数 f(x) = cos x − x の無限級数表示
{\displaystyle f(x)={\frac {\pi }{2}}+\sum _{n\,\mathrm {odd} }a_{n}\pi ^{n}}
が得られる。ここで an は奇数 n について次のように定められる有理数である。
{\displaystyle {\begin{aligned}a_{n}&={\frac {1}{n!2^{n}}}\lim _{m\to {\frac {\pi }{2}}}{\frac {\partial ^{n-1}}{\partial m^{n-1}}}{\left({\frac {\cos m}{m-\pi /2}}-1\right)^{-n}}\\&=-{\frac {1}{4}},-{\frac {1}{768}},-{\frac {1}{61440}},-{\frac {43}{165150720}},\ldots \end{aligned}}}
この定数の名前は、フランスの "Dottie" という名前の教授が計算機のコサインのボタンを何回も押している内にこの数を発見したことに由来する。計算機の角度の単位がラジアンではなく度数法に設定されている場合、ドッティ数ではなく 0.999847... へと収束する。

## 閉じた形
ドッティ数 D は正則化不完全ベータ関数を用いた次の表示を持つ。
{\displaystyle D={\sqrt {1-\left(2{\text{I}}_{\frac {1}{2}}^{-1}\left({\frac {1}{2}},{\frac {3}{2}}\right)-1\right)^{2}}}}

## 積分表示
- {\displaystyle D={\sqrt {1-\left(1-\left(\int _{-\infty }^{\infty }{\frac {16(z-\sinh(z))^{2}+12\pi ^{2}}{\left(4(z-\sinh(z))^{2}+3\pi ^{2}\right)^{2}+16\pi ^{2}(z-\sinh(z))^{2}}}\,dz\right)^{-1}\right)^{2}}}}.
- {\displaystyle D={\frac {\pi }{2}}-{\frac {1}{2\pi }}\int _{0}^{\infty }\ln \left({\frac {2\pi \cosh(x)+\pi ^{2}}{x^{2}+\cosh ^{2}(x)}}+1\right)\,dx}